# Jockeyklubbens Jubileumslöpning
Jockeyklubbens Jubileumslöpning, eller Jockeyklubbens 2000 Guineas, är en klassisk löpning inom galoppsporten. Löpet rids över 1600 meter på gräsbana, och är öppet för 3-åriga skandinaviskuppfödda hästar. Löpet reds första gången 1914, och fick 1922 status som klassisk löpning.
Löpet reds tidigare på Täby Galopp men flyttades till Bro Park då Täby Galopp stängdes.

## Segrare
| År   | Häst             | Jockey             | Tränare                 |
| ---- | ---------------- | ------------------ | ----------------------- |
| 2022 | Hear the Drums   | Carlos Lopez       | Niels Petersen          |
| 2021 | Thunder Mack     | Per-Anders Gråberg | Patrick Wahl            |
| 2020 | Everest Voice    | Sandro De Paiva    | Wido Neuroth            |
| 2019 | Arabianranta     | Ulrika Holmquist   | Annika Sjökvist         |
| 2018 | King David       | Oliver Wilson      | Marc Stott              |
| 2017 | Dardenne         | Jacob Johansen     | Wido Neuroth            |
| 2016 | Beaufort Twelve  | Nicolaj Stott      | Sören Jensen            |
| 2015 | Brazil Jack      | Carlos Lopez       | Maria Sandh             |
| 2014 | Ascot Hill       | Elione Chaves      | Lennart Reuterskiöld Jr |
| 2013 | Quite A Mission  | Per-Anders Gråberg | Niels Petersen          |
| 2012 | The Kicker       | Lennart Hammer     | Hanne Bechman           |
| 2011 | Uppercut Action  | Jacob Johansen     | Lennart Reuterskiöld Jr |
| 2010 | Jelly Roll       | Leonard Rios       | Patrick Wahl            |
| 2009 | Erroll           | Fredrik Johansson  | Patrick Wahl            |
| 2008 | Arcus            | Yvonne Durant      | Yvonne Durant           |
| 2007 | Champollion      | F Diaz             | Lennart Reuterskiöld Jr |
| 2006 | Icaros           | Fredrik Johansson  | Wido Neuroth            |
| 2005 | York Street      | S Pasquier         | Francisco Castro        |
| 2004 | Ihla Grande      | K Andersen         | Are Hyldmo              |
| 2003 | Arlberg          | Fredrik Johansson  | Wido Neuroth            |
| 2002 | Royal Experiment | Fredrik Johansson  | Wido Neuroth            |
| 2001 | Rickard          | N Cordrey          | Fredrik Reuterskiöld    |
| 2000 | Double Net       | N Cordrey          | Bruno Nilsson           |
| 1999 | Teserero         | J McLaughlin       | Are Hyldmo              |